# Radikal 165
Radikal 165 mit der Bedeutung „unterscheiden, auswählen“ ist eines von 20 der 214 traditionellen Radikale der chinesischen Schrift, die mit sieben Strichen geschrieben werden. Mit 4 Zeichenverbindungen in Mathews’ Chinese-English Dictionary gibt es nur sehr wenige Schriftzeichen, die unter diesem Radikal im Lexikon zu finden sind.
Das Radikal auswählen nimmt nur in der Langzeichen-Liste traditioneller Radikale, die aus 214 Radikalen besteht, die 165. Position ein. In modernen Kurzzeichen-Wörterbüchern kann es sich an ganz anderer Stelle finden. Im Neuen chinesisch-deutschen Wörterbuch aus der Volksrepublik China steht es zum Beispiel an 197. Stelle.
Die klassischen Wörterbücher geben für dieses Radikal eine andere Aussprache als die heutige, und zwar bian. Das Piktogramm zeigt den Abdruck der Tatze eines wilden Tieres mit den Krallen (die vier Punkte) und der Pfote. Daher erklärt sich die Bedeutung „markieren“.
Neben dem Radikal Wind bedeutet das Radikal „Volkslieder sammeln“. Mit der „Pflanze“ kombiniert, heißt das Radikal „Gemüse“.

## Schriftzeichenverbindungen, die vom Radikal 165 regiert werden
| Striche | Zeichen |
| ------- | ------- |
| +0      | 釆      |
| +01     | 采      |
| +04     | 釈      |
| +05     | 釉 释   |
| +13     | 釋      |

 Im Unicodeblock Kangxi-Radikale ist das Radikal 165 unter der Codepointnummer 12.196 (U+2FA4) codiert.